# Nicolas Pascarel
Pour les articles homonymes, voir Pascarel.
Nicolas Pascarel est un photographe français, né à Paris (France) en 1966. Il travaille comme photographe depuis plus de vingt-sept ans. Il vit à Naples, en Italie, depuis 1998.

## Biographie
La carrière de Nicolas Pascarel a évolué à travers deux grandes phases. La première phase, de 1990 à 1997, il travaille comme reporter free lance pour les journaux parisiens tels que Libération, Le Monde, L'Humanité, Courrier international et autres. Nicolas a travaillé au Caire, à Damas, à Rome, à La Havane, ou encore à Naples et achève un reportage sur la fermeture de la dernière mine de charbon dans le nord de la France en 1990. La deuxième phase commence à partir de 1997, après son retour de Cuba où il adopte une approche plus artistique. Son travail est alors exposé, non seulement en France, mais dans de nombreux pays. En 2006, le magazine français Réponse Photo parle de lui comme l'un des fils spirituels de Robert Frank de sa génération. Nicolas Pascarel parle quatre langues : français, italien, anglais et espagnol.
Depuis la fin des années 1990, il passe la majorité de son temps à Naples, au Cambodge, au Viêt Nam ainsi qu'à La Havane. Il vit justement à La Havane en 1996 et 1997. À la fin de 1997 après son séjour cubain, son approche de la photographie change radicalement, et prend un style plus personnel ; il commence alors une collaboration étroite avec le ministère français des Affaires étrangères (AFAA) et enseigne la photographie dans différentes écoles des beaux-arts comme l'Académie royale des beaux-arts de Phnom Penh au Cambodge, Chiang Rai en Thaïlande du Nord et Bangkok ; ainsi qu'à Ho Chi Minh-Ville (Saigon) au Vietnam et à l'Institut Artistique de La Havane (ISA) à Cuba.
Au début du XXIe siècle, il collabore souvent avec des ONG cambodgiennes en prenant soin des enfants de la rue (street children) à Phnom Penh (Krousar Thmey, Friends, Handicap International). Au cours de ces années, il réalise plusieurs expositions internationales avec la collaboration des Ambassades de France à l'étranger, les différents Ministère de la Culture du Cambodge, de Thaïlande, Cuba, Vietnam et Office français des Affaires étrangères.
Ses œuvres parlent de souvenirs du passé, des lieux perdus et de saudade. Son travail a été exposé dans plus de 45 galeries à travers la France, l'Italie, l'Allemagne, les Pays-Bas, Espagne, États-Unis, Cuba, Cambodge, Viêt Nam, Thaïlande, Indonésie, Singapour et en Chine. En 2004 il réalise un documentaire sur le Cambodge appelé Durant la pluie.
En 2006, il crée Fotoasia, qui avait deux missions : des stages photos en immersion totale et aussi la possibilité d'exposer de jeunes photographes. Avec Fotoasia, Nicolas organise des ateliers photo pendant plus de 14 ans à Cuba et en Indochine.
En 2016, approchant 50 ans, il ferme Fotoasia afin de poursuivre une nouvelle histoire photographique, inspiré par le film acclamé par la critique de Michelangelo Antonioni, The Passenger. Le concept est de poursuivre les ateliers photo en immersion totale en Asie du Sud Est et à Cuba, mais d'inclure également de nouvelles destinations comme Maputo au Mozambique ou bien Sao Tomé e Principe en Afrique mais avec un nouvel esprit et mode de vie. Selon les termes de Pascarel : « The Passenger est un blog d’atmosphère sur la photographie et le cinéma. Il parle de certains endroits du monde, les miens, ceux où j’ai vécu, aimé, désiré et souffert. The Passenger est un mélange subtil de réalité et de fiction. C’est ce monde que je vous invite à lire et à ressentir pour rêver un peu ensemble. The Passenger est un autoportrait des éléments qui ont fait ma vie, celle d’hier et d’aujourd’hui, saupoudrée de mystère, d’énergie, de questions sans réponses, d’aventures lointaines, de saudade et d’amour, surtout d’amour. The Passenger est une romance inachevée, comme la vie d’un homme qui poursuit toujours une recherche, sans tenir compte du temps qui passe. »
Pour ce faire, Nicolas Pascarel écrit son premier roman en mai 2017, Un dimanche entre l'hiver et Le Printemps, 8 heures du matin et tout bascule, un roman noir cubain.
Ces quatre dernières années Nicolas travaille sur un projet photographique sur une autre Afrique ce qu'il appelle "L'Afrique autrement" en particulier à Maputo au Mozambique et sur l'île de Sao Tomé et Principe au bord du golfe de Guinée. Il trouve dans cette Afrique oubliée des cartes, les mèmes sensations d'aventure et de richesse lorsqu'il découvrit le Cambodge il y a tout juste 20 ans afin de créer le département photo à l'École royale des Beaux Arts de Phnom Penh.Entretien avec Olympus Passion Magazine
En 2022, Nicolas Pascarel est le photographe officiel de Procida, Capitale de la Culture Italienne en collaboration avec la Film Commission Regione Campania,,.

## Expositions (sélection)

### Expositions personnelles
- 2005 : Short cut memory, Tuol Sleng et Centre culturel français, Phnom Penh.
- 2006 : The blue corridor, Festival Photo Noorderlicht, "Another Asia", Groningue[11].
- 2006 : At South of Cholon, Galerie Santa Cecilia, Rome.
- 4 mai - 5 juin 2007 : 106° 39’ 7” E  10° 49’ 8” N. Ho Chi Minh City Vietnam, galerie Trip, Naples[12].
- 2007 : Una vita nuova, festival Fotoseptiembre, San Antonio, Texas, États-Unis.
- 2008 : Another Asia - The blue corridor, Goethe Institut, Jakarta.
- 2008 : Short cut memory, PhotoArtAsia, Bangkok.
- 2011 : Gilberto, Le cri, Institut français de Naples[13].
- 16 mai - 1er juin 2014 : Kep sur mer, Galerie d'Ayala, Naples[14].
- 20 mai - 30 septembre 2016 : Winter in America, Spazio Kromia, Naples[15].
- 19 septembre - 27 octobre 2018 : Le Passager. Fotografien von Nicolas Pascarel, Fotogalerie Weißer Turm, Darmstadt[16],[17].

### Expositions collectives
- 30 juin - 6 septembre 1999 : Moros y cristianos avec Luca Pagliari, Galerie municipale du Château d'eau, Toulouse[18],[19].
- 16 juillet - 16 septembre 2011 : L'Infinito Instante, Museo della Certosa di San Giacomo, Capri[20].
- 20 septembre - 30 octobre 2015 : Antes de la noche avec Olivier Léger et Luis Pinto, Festival Amériques Latines, Biarritz[21].